# Messier 3
A Messier 3 (más néven M3 vagy NGC 5272) egy gömbhalmaz a Vadászebek csillagképben.

## Felfedezése
Az M3 gömbhalmazt Charles Messier francia csillagász fedezte fel, majd katalogizálta 1764. május 3-án. 1784-ben William Herschel volt az első, aki különálló csillagokat észlelt és megállapította az objektumról, hogy gömbhalmaz.

## Megfigyelési lehetőség
Az M3 szabad szemmel csak nagyon kedvező feltételek esetén látható, de már a legegyszerűbb távcső segítségével is könnyen megtalálható. Március és július között figyelhető meg  Magyarországról a legkényelmesebben, az Epszilon Bootistól kell elindulni nyugati irányba. 
A Messier-maraton során az M64 után és az M98 galaxis előtt érdemes felkeresni.

## Tudományos adatok
Az objektum hozzávetőleg 90 fényév átmérőjű és legalább 44 500 csillagot tartalmaz. Körülbelül 150 km/s sebességgel közeledik felénk. Nagyon sok RR Lyrae típusú változócsillagot tartalmaz.